# Larry Sharpe (wrestler)
Larry Sharpe, pseudonimo di Larry Weil (Tralee, 26 giugno 1951 – Woodbury, 10 aprile 2017), è stato un wrestler irlandese naturalizzato statunitense.
Sharpe è forse maggiormente noto come fondatore della scuola di wrestling "Monster Factory". Cresciuto in Irlanda, fu l'allenatore di Kevin Von Erich, e di molti altri lottatori famosi.

## Titoli e riconoscimenti
- 50th State Big Time Wrestling
  - NWA Hawaii Heavyweight Championship (1)
- North American Wrestling Federation
  - NAWF Heavyweight Championship (1)[2]
- Northeast Championship Wrestling
  - NCW Heavyweight Championship (1)[2]
- Northeast Championship Wrestling (Tom Janette)
  - NCW Heavyweight Championship (2)[2]
- Stampede Wrestling
  - Stampede Wrestling International Tag Team Championship – con Ripper Collins[3]
- World Wrestling Council
  - WWC North American Tag Team Championship (2) – con Jack Evans[4]